# Большие Дубравы (Московская область)
Большие Дубравы — деревня в Сергиево-Посадском районе Московской области России, входит в состав сельского поселения Селковского.

## Население
| 1835 | 1850 | 1857 | 1859 | 1895 | 1905 | 1926 | 2002 |
| ---- | ---- | ---- | ---- | ---- | ---- | ---- | ---- |
| 136  | ↘134 | ↗139 | ↘129 | ↘113 | ↗175 | ↘149 | ↘1   |
| 2006 | 2010 |      |      |      |      |      |      |
| ↗3   | →3   |      |      |      |      |      |      |

## География
Деревня Большие Дубравы расположена на севере Московской области, в северо-восточной части Сергиево-Посадского района, примерно в 78 км к северу от Московской кольцевой автодороги и 27 км к северу от станции Сергиев Посад Ярославского направления Московской железной дороги, по правому берегу реки Дубны.
В 12 км юго-восточнее деревни проходит Ярославское шоссе М8, в 19 км к югу — Московское большое кольцо А108, в 4 км к западу — автодорога Р104. Ближайший населённый пункт — деревня Малинки.
Связана автобусным сообщением с городом Сергиевым Посадом.

## История
В «Списке населённых мест» 1862 года Дуброва (Дубровы) — владельческая деревня 2-го стана Переяславского уезда Владимирской губернии по правую сторону Углицкого просёлочного тракта от границы Александровского уезда к Калязинскому, в 53 верстах от уездного города и становой квартиры, при колодце, с 18 дворами и 129 жителями (61 мужчина, 68 женщин).
По данным на 1895 год — деревня Хребтовской волости Переяславского уезда с 113 жителями (48 мужчин, 65 женщин). Основными промыслами населения являлись возка лесного материала из соседних лесных дач в Сергиевский посад и пилка дров, 15 человек уезжало в качестве фабричных рабочих на отхожий промысел в Москву и уезды.
По материалам Всесоюзной переписи населения 1926 года Дубровка-Большая — деревня Ново-Шурмовского сельсовета Хребтовской волости Сергиевского уезда Московской губернии в 4,3 км от Угличско-Сергиевского шоссе и 40,5 км от станции Сергиево Северной железной дороги; проживало 149 человек (66 мужчин, 83 женщины), насчитывалось 34 хозяйства (33 крестьянских).
С 1929 года — населённый пункт Московской области в составе:
- Новошурмовского сельсовета Константиновского района (1929—1957)[14],
- Новошурмовского сельсовета Загорского района (1957—1959)[15],
- Торгашинского сельсовета Загорского района (1959—1963, 1965—1991)[16][17],
- Торгашинского сельсовета Мытищинского укрупнённого сельского района (1963—1965)[18][17],
- Торгашинского (до 09.01.1991) и Селковского сельсоветов Сергиево-Посадского района (1991—1994)[17],
- Селковского сельского округа Сергиево-Посадского района (1994—2006)[19],
- сельского поселения Селковское Сергиево-Посадского района (2006 — н. в.)[20][21].